# 安迪·塞爾瓦
安迪·塞爾瓦（義大利語：Andy Selva；1976年5月25日—）是一位出生在聖馬力諾足球運動員。在場上的位置是前鋒。他現在效力於聖馬力諾足球錦標賽球隊拉科奧里塔體育會。曾代表聖馬力諾國家足球隊參賽，並在2016年宣布退役。